# Volosiv, Andrușivka
Volosiv (în ucraineană Волосів) este localitatea de reședință a comunei Volosiv din raionul Andrușivka, regiunea Jîtomîr, Ucraina.

## Demografie
Componența lingvistică a localității Volosiv
     Ucraineană (97,98%)
     Rusă (2,02%)
Conform recensământului din 2001, majoritatea populației localității Volosiv era vorbitoare de ucraineană (97,98%), existând în minoritate și vorbitori de rusă (2,02%).